# امیلی، لوارت
امیلی، لوارت (به فرانسوی: Amilly, Loiret) یک کمون در فرانسه است که در Canton of Amilly واقع شده‌است.

## خصوصیات
امیلی ۴۰٫۲۶ کیلومترمربع مساحت و ۱۱٬۶۲۱ نفر جمعیت دارد.